# موندهاوس (نيفادا)
موندهاوس (بالإنجليزية: Moundhouse)‏ هو تجمع سكني صغير غير مدخل في مقاطعة ليون في نيفادا على طريق الولايات المتحدة 50 وتقع بين كارسون سيتي عاصمة نيفادا، ومدينة دايتون، نيفادا. يبلغ ارتفاع المدينة 4,974 قدم (1,516 م) عن سطح البحر.  مقاطعة ليون هي إحدى ثمان مقاطعات في نيفادا الثمانية تشرع البغاء، وهي موطن لأربعة بيوت دعارة.